# When the Press Speaks
When the Press Speaks è un cortometraggio muto del 1913 diretto da George D. Baker.

## Produzione
Il film fu prodotto dalla Vitagraph Company of America.

## Distribuzione
Distribuito dalla General Film Company, il film - un cortometraggio in una bobina - uscì nelle sale cinematografiche statunitensi l'11 agosto 1913. Il 4 novembre dello stesso anno, venne distribuito anche nel Regno Unito.